# Zečev Varoš
Zečev Varoš – wieś w Chorwacji, w żupanii karlowackiej, w mieście Slunj. W 2011 roku liczyła 23 mieszkańców.